# Arabsat 1A
O Arabsat 1A foi um satélite de comunicação geoestacionário construído pelas empresas Aérospatiale e MBB. Ele esteve localizado na posição orbital de 4 graus de longitude leste e era operado pela Arabsat. O satélite foi baseado na plataforma Spacebus-1000 e sua expectativa de vida útil era de 7 anos. O mesmo saiu de serviço após ficara fora de controle em março de 1992.

## História
Os três satélites Arabsat 1 foram baseadas na plataforma da Aérospatiale e MBB, a Spacebus-1000. Variando em cerca de 600 kg a quase 800 kg no início da vida útil na órbita geoestacionária, o satélite media 1,5 m por 1,6 m por 2,3 m, com uma extensão de painel solar de cerca de 21 m com 1,4 kW de potência elétrica. A carga útil de comunicação primária consistia em dois transponders de banda S e 25 transponders de banda C.
O Arabsat 1A foi lançado pelo foguete Ariane em 8 de fevereiro de 1985, mas logo após um painel solar sofreu uma extensa avaria. Outras falhas rapidamente relegaram o satélite para o status de backup até o final de 1991, quando o veículo foi abandonado.
Em setembro de 1991, o satélite começou a deriva e foi completamente perdido em março de 1992.

## Lançamento
O satélite foi lançado com sucesso ao espaço no dia 8 de fevereiro de 1985, às 23:22:00 UTC, por meio de um veículo Ariane 3, lançado a partir do Centro Espacial de Kourou, na Guiana Francesa, juntamente com o satélite Brasilsat A1. Ele tinha uma massa de lançamento de 1.170 kg.

## Capacidade e cobertura
O Arabsat 1A é equipado com 25 transponders em banda C e dois em banda S para prestar serviços de telecomunicação ao Oriente Médio.